# Sofía Cosculluela
Sofía Cosculluela Ördögh (* 26. Januar 2004 in Madrid) ist eine spanische Leichtathletin, die sich auf den Siebenkampf spezialisiert hat.

## Sportliche Laufbahn
Erste internationale Erfahrungen sammelte Sofía Cosculluela im Jahr 2021, als sie bei den U20-Europameisterschaften in Tallinn mit 5212 Punkten auf den 17. Platz im Siebenkampf gelangte und mit der spanischen 4-mal-400-Meter-Staffel in 3:36,10 min die Silbermedaille gewann. Im Jahr darauf wurde sie bei den U20-Weltmeisterschaften in Cali mit 5256 Punkten 13. und 2023 belegte sie bei den U20-Europameisterschaften in Jerusalem mit 5558 Punkten den siebten Platz. 2024 begann sie ein Studium an der University of Washington in den Vereinigten Staaten und im Jahr darauf belegte sie bei den U23-Europameisterschaften in Bergen mit 5845 Punkten den siebten Platz.
2024 wurde Coscullela spanische Meisterin im Siebenkampf.

## Persönliche Bestleistungen
- Siebenkampf: 6017 Punkte, 29. Juni 2024 in La Nucia
  - Fünfkampf (Halle): 4182 Punkte, 3. Februar 2024 in Antequera